# Уиллис, Дейв (американский актёр)
Дэвид «Дэйв» Уиллис (англ. David "Dave" Willis;  род. 1 мая 1970) — американский мультипликатор и кинопродюсер, наиболее известен как создатель «весёлого» мультсериала для взрослых «Aqua Teen Hunger Force» (вместе с Мэттом Майелларо). Дэйв создал много мультфильмов для телеканала Adult Swim, является одним из продюсеров телеканала.

## Биография
Родился 1 мая в 1970 году в штате Техас.
Впервые Дэйв занялся мультипликационным творчество в 1995 году: он начал писать сценарии к телешоу «Планета Мультфильмов». Чуть позже он стал соавтором сценария к мультипликационному ток-шоу «Космический призрак». 

В этом же году Дэйв знакомится с Мэттом Майелларо, который станет соавтором сценария «Космического призрака».
В 2000 году Уиллис и Майелларо создают новый мультипликационный проект — Aqua Teen Hunger Force. Дэйв примет непосредственное участие в создании мультфильма: он не только будет сценаристом и продюсером мультфильма, но и озвучит две главные роли — Тефтеля и Карла. 

Уиллис и Майелларо продолжали снимать сериал до 2009 года.
В 2007 году выйдет полнометражный фильм Aqua Teen Hunger Force Colon Movie Film for Theaters. 

За плечами Дэйва много комических мультфильмов, таких как «Шоу Брака», «Идеальная причёска навсегда», «Вечеринка Фастфуд», «Осьминоги» и многие другие.
Сейчас Дэйв один из продюсеров телеканала Adult Swim, сценарист, режиссёр, продюсер и актёр озвучивания на киностудии Williams Street.

## Фильмография
- 1995 — Планета мультфильмов / Cartoon Planet — сценарист
- 1995 — Гудзонский ястреб / The Hudson hawk — сценарист
- 1995 — Космический призрак / Space Ghost Coast to Coast — сценарист, режиссёр
- 2000 — Шоу Брака / The Brack Show — сценарист, продюсер
- 2000 — Команда фастфуд / Aqua Teen Hunger Force — сценарист, режиссёр, продюсер
- 2000 — МорЛаб 2021 / Sealab 2021 — сценарист
- 2004 — Идеальная причёска навсегда / Perfect Hair Forever — сценарист
- 2004 — Вечеринка Фастфуд / Spacecataz — сценарист, режиссёр, продюсер
- 2005 — Осьминоги / Squidbillies — сценарист, режиссёр, продюсер
- 2007 — Команда Фастфуд: Художественный фильм / Aqua Teen Hunger Force Colon Movie Film for Theaters — сценарист, режиссёр, продюсер
- 2012 — Death Fighter (актёр)

### Актёр озвучивания
- 1995 — Космический призрак — Тефтель/ Мастер Шейк
- 2000 — Шоу Брака — Allen Wrenc
- 2000 — Команда Фастфуд — Тефтель/ Карл Брутанадилевски
- 2001 — МорЛаб 2021 — Тэдиз бухгалтерии/ Эггерс/ Мастер по фэн-шую
- 2004 — Вечеринка Фастфуд — Тефтель/ Карл Брутанадилевски (главные роли)
- 2005 — Пол-литровая мышь — Рода
- 2007 — Команда Фастфуд: Художественный фильм — Тефтель/ Карл Брутанадилевски
- 2007 — Шоу Карла — Карл Брутанадилевски (главная роль)
- 2016 по н. в. — Вселенная Стивена — Энди Демайо (эпизодический персонаж)